# Richard Bowdler Sharpe

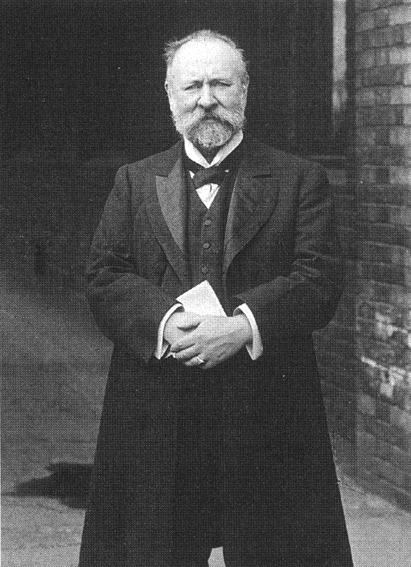
Richard Bowdler Sharpe

Richard Bowdler Sharpe (* 22. November 1847 in London; † 25. Dezember 1909) war ein englischer Zoologe und Ornithologe.

## Leben
Sharpe studierte in Brighton, Peterborough und Loughborough. Im Alter von 16 Jahren arbeitete er für Smith & Sons in London. Im Jahre 1864 begann er mit seinem ersten ornithologischen Werk, dem Monograph of the Kingfishers (1868–1871).
Auf den Vorschlag von Osbert Salvin und Philip Lutley Sclater wurde er 1867 Bibliothekar der Zoological Society of London. Nach dem Tod von George Robert Gray wurde er 1872 Senior Assistant am Britischen Museum in London und nahm dort die Vogelkollektionen in Angriff. 1895 wurde er assistierender Museumsaufseher und behielt dieses Amt bis zu seinem Tod, im Jahre 1909, als er an Lungenentzündung starb.
Sharpe gründete 1892 den British Ornithologists’ Club und verfasste dessen Bulletin. Des Weiteren schrieb er 13,5 der 27 Bände des Catalogue of the Birds in the British Museum (1874–1898).

## Werke
- Catalogue of the Accipitres, or diurnal birds of prey, in the collection of the British Museum. (1874).
- Catalogue of the Striges, or nocturnal birds of prey, in the collection of the British museum. (1875).
- Catalogue of the Passeriformes, or perching birds, in the collection of the British museum. Coliomorphae... (1877).
- Catalogue of the Passeriformes, or perching birds, in the collection of the British museum. Cichlomorphae, pt.I... (1879).
- Catalogue of the Passeriformes, or perching birds, in the collection of the British museum. Cichlomorphae, pt.III-[IV]... (1881–83).
- Catalogue of the Passeriformes, or perching birds, in the collection of the British museum. Fringilliformes, pt.I... (1885).
- A monograph of the Hirundinidae, (1894).
- A Monograph of The Alcedinidae, or Family of Kingfishers (1868–1871).
- Catalogue of the Passeriformes, or perching birds, in the collection of the British museum. Fringilliformes, pt.III... (1888).
- Catalogue of the Passeriformes, or perching birds, in the collection of the British museum. Sturniformes... (1890).
- Catalogue of the Picariae in the collection of the British museum. Coraciae... (1892).
- Catalogue of the Fulicariae... and Alectorides... in the collection of the British museum. (1894).
- Catalogue of the Limicolae in the collection of the British museum. (1896).
- Catalogue of the Plataleae, Herodiones, Steganopodes, Pygopodes, Alcae, and Impennes in the collection of the British museum. (1898).